# Campylanthus anisotrichus
Campylanthus anisotrichus là một loài thực vật có hoa trong họ Mã đề. Loài này được (A.G.Mill.) Hjertson & A.G.Mill. mô tả khoa học đầu tiên năm 2000.